# 大島岳詩
大島 岳詩（おおしま たけし 1955年4月11日 -）は、成人向け漫画の執筆を専門とする、エロ劇画誌時代から活躍している現役漫画家。

## 来歴
- 1977年に漫画家デビュー。
- 多数の単行本を出している。既婚で子供もいる。
- 早稲田大学漫画研究会出身[2]。

## 作風
初期はエロ劇画調であったが、80年代のライトな絵柄の流行に合わせて作風を変え、当時は青年誌を中心とした人気作家の一人だった。

## 作品一覧
- 感じさせてBABY
- 温泉三姉妹物語
- 姦じるんです
- エッチでハッピー!ピン!ピン!ピン!
- 「ふ」は不倫の「ふ」
- わがままシンデレラ
- 死ぬほどKISSして
- 人妻専科
- メタル・ママ
- Eye・麻衣・me
- 愛とぬるま湯の日々
- ピンクの吐息
- 危険な体験
- ワイルドな隣人くん

## 映画原作
- 『HOT STAFF 快感SEXクリニック』（1987年7月4日公開、にっかつ）[4]

## アシスタント
- ハロルド作石[5]